# Joel Ward (cầu thủ bóng đá)
Joel Edward Philip Ward (sinh ngày 29 tháng 10 năm 1989) là một cầu thủ bóng đá chuyên nghiệp người Anh thi đấu ở vị trí hậu vệ hoặc tiền vệ phòng ngự cho câu lạc bộ Crystal Palace tại Giải bóng đá Ngoại hạng Anh.

## Danh hiệu
Crystal Palace
- Vòng play-off EFL Championship: 2013[6]
- Á quân Cúp FA: 2015–16[7]